# 서도호
서도호(徐道濩, Do Ho Suh, 1962년 ~ )는 대한민국의 예술가이다.

## 생애
1962년 서울에서 출생했다. 그의 부친 서세옥은 서울대학교 미술대학 교수로 현대 한국화의 구심적 역할을 한 한국화가이다.
1998년 카파미술상 수상자인 그는 2001년 베니스 비엔날레 한국관 대표로 선정돼 국제무대에 알려지기 시작했다. 한옥을 비롯해 다양한 집을 재해석한 작업을 선보이는 그는 '집 짓는 미술가'로 불린다. 지금껏 서도호의 작품세계를 대표하는 가장 특징적인 요소는 '천'으로 지은, 이동 가능한 '집'이기 때문이다.
서도호는 삼성미술관 리움이 지난 2004년 개관한 이래 처음으로 국내 생존작가의 개인전을 마련했을 정도로 국내외에서 역량을 인정받고 있는 작가로 백남준, 이우환에 이어 한국을 대표하는 역량있는 아티스트로 주목받고 있다.
현재 미국 뉴욕에서 거주하며 뉴욕을 중심으로 세계 무대에서 활동중이다. 대표작으로 잉글랜드 리버풀의 두 건물 사이에 한옥을 아슬하게 배치해 놓은 'Bridging Home'이 유명하다
2006년 LACMA가 ‘문’을 매입했으며 2009년 텍사스 휴스턴 미술관이 서도호의 작품을 구입한 이후 세계 유수의 미술관들이 그의 작품을 소장하고 있다.
2012년 국립현대미술관과 문화재청이 공동 주최한 ‘덕수궁 프로젝트’에 작품 제작 의뢰를 받아 참여하기도 했던 그는 당시 안무가 정영두와 퍼포먼스 협업을 추진했는데 이 프로젝트는 당시 고궁에서 직접 전시나 공연이 진행되는 사례가 드물었던 때 혁신적으로 이뤄진 프로젝트였다. 또한 이 '함녕전 프로젝트'의 제작 과정을 기록한 다큐멘터리 '함녕전: 황제의 침실'은 2019년에 서울 용산구 CGV용산아이파크몰에서 특별상영회를 개최하기도 했다.

## 학력
- 서울대학교 동양화과 학사
- 서울대학교 대학원 동양화과 석사
- 로드아일랜드디자인학교 회화과
- 예일대학교 대학원 조소과 석사

## 수상
- 1997년 레베카 테일러 포터 상
- 2003년 에르메스 코리아 미술상
- 2004년 제19회 선미술상
- 2013년 올해의 혁신가상
- 2017년 호암상 - 예술상
- 2023년 관념미학어워드 GNMH AWARD 상

## 가족 관계
- 아버지 : 서세옥 (1929년 ~ 2020년 11월 29일)

## 참조
1. ↑  두산백과 <서세옥>
2. ↑  하은선 (2019년 5월 1일). “LACMA 영구소장 ‘서도호 작품’ 연말 일반 공개”. 한국일보. 2019년 10월 4일에 확인함.[깨진 링크(과거 내용 찾기)]
3. ↑  
이종길 (2018년 9월 24일). “서도호 공공미술 '브릿징 홈, 런던' 오늘 공개”. 아시아경제. 2019년 10월 4일에 확인함.
4. ↑  조상인 기자. 김환기·서도호 작품 크리스트 고가 낙찰 보관됨 2014-06-06 - 웨이백 머신 《서울경제》2012년 5월27일 작성.
5. ↑  한국작가 서도호,앤디 워홀을 눌렀다고? 보관됨 2014-06-06 - 웨이백 머신 《헤럴드경제》2012년 5월23일 작성.
6. ↑  김태성 기자. 세계적인 한국 작가 서도호, 광주비엔날레 참여 2012년5월15일 작성
7. ↑  하은선 (2019년 5월 1일). “LACMA 영구소장 ‘서도호 작품’ 연말 일반 공개”. 한국일보. 2019년 10월 4일에 확인함.[깨진 링크(과거 내용 찾기)]
8. ↑  김보람 기자 (2019년 5월 27일). “CJ문화재단, 서도호 작가 다큐 ‘함녕전: 황제의 침실’ 특별상영회 개최”. 이지경제. 2019년 10월 4일에 확인함.[깨진 링크(과거 내용 찾기)]